# Визимьяры
Визимья́ры (Визимъяры; горномар. Вӹзӹмйӓр) — посёлок в Килемарском районе Республики Марий Эл, административный центр и единственный населённый пункт Визимьярского сельского поселения. Население посёлка — 1867 человек (2023).

## География
Находится в 69 км на юго-запад от столицы республики Йошкар-Олы и в 52 км на юг от районного центра Килемары Расположена на автодороге регионального значения 88К-002 Йошкар-Ола — Козьмодемьянск. В пределах посёлка есть озеро Ширгияры.

## История
Посёлок образован в 1930-е годы на основе лесного посёлка Мадарского лесхоза. Долгое время существовал в виде лесоучастка. Первые постройки были бараками для заключённых, привезённых для строительства Дубовской (Килемарской) железной дороги. Позднее населённый пункт стал заселяться переселенцами из Саратовской и Кировской областей. Были построены кузница, конный двор, коммутатор связи с пристанью Дубовая на Волге.
В 1934 году посёлок Визимьяры был известен под названием «96-й участок». Имелись контора лесоучастка (в которой долгое время размещалась администрация сельсовета), магазин, баня, котлопункт. В 1939 году в «бараках лесорабочих Визимьяры», как ещё называли лесоучасток, проживали 8 человек, имелось 2 жилых строения.
В годы Великой Отечественной войны в лесоучасток переселили немцев, поляков, крымских татар, казахов. Они занимались лесоразработками, строительством железной дороги. От тяжёлой работы и плохого питания многие умерли. У озера Ширгияры находился госпиталь-больница, где лечили переселенцев под надзором. До настоящего времени сохранились места массовых захоронений умерших в годы войны: у сосновой рощи на улице Озёрная, в лесу, вдоль бывшей железной дороги.
Участниками Великой Отечественной войны были 163 человека, из них 20 погибли на фронте, 15 пропали без вести. В 2004 году в посёлке проживали 17 участников Великой Отечественной войны и более 60 тружеников тыла.
В 1958 году в Визимьярах числилось 302 дома, в 1967 году проживали 1126 человек.
В 1975 году началась подготовка к перебазированию в село Визимьяры населённых пунктов, оказавшихся в зоне затопления Чебоксарской ГЭС. В посёлок были переселены жители посёлка Дубовский, села Отары, пристаней Дубовая, Орехов Яр, Карачурино и Заячья. Вместе с этим посёлок получил своё наибольшее развитие.
В 1980-х годах был разобран участок Килемарской железной дороги между Визимьярами и посёлком Дубовский (участок Орехов Яр — Дубовский был затоплен из-за постройки Чебоксарской ГЭС). Дальнейший участок от Визимьяр до Нежнура был разобран в 1990-е годы.
12 декабря 1986 года упразднён Визимьярский сельский совет и образован Визимьярский поселковый совет, село Визимьяры стало рабочим посёлком. В 2000 году посёлку Визимьяры вернули статус сельского населенного пункта.
В 1999 году в посёлке Визимьяры в 927 дворах проживали 2743 человека, в том числе 1356 мужчин и 1387 женщин, из них русских — 1421, мари — 1193, татар — 46, чувашей — 75, других национальностей — 8 человек. В 2004 году в посёлке проживали 2132 человека, в том числе 1027 мужчин, 1105 женщин.

## Население
| 2010  | 2011  | 2012  | 2013  | 2014  | 2015  | 2016  |
| ----- | ----- | ----- | ----- | ----- | ----- | ----- |
| 2100  | ↘2088 | ↘2056 | ↘2018 | ↘1952 | ↘1941 | ↘1916 |
| 2017  | 2018  | 2019  | 2020  | 2021  | 2023  |       |
| ↘1903 | ↘1887 | ↘1841 | ↘1831 | ↗1885 | ↘1867 |       |

Население в трудоспособном возрасте составляет 60,4 %, в пенсионном возрасте — 21,9 %, дети дошкольного и школьного возраста — 17,7 % (по состоянию на 2012 год).

## Предприятия
- Муниципальное предприятие «Русь» — крупнейшее предприятие в посёлке. Занимается лесной промышленностью. 127 работников.
- Волжское лесничество. 102 работника.

## Транспорт

### Улично-дорожная сеть
Протяжённость улично-дорожной сети составляет 29,5 км, из них 1,6 км — с твёрдым покрытием, 27,9 км дорог требуют строительства. Асфальтированное покрытие имеют улицы Советская, Гагарина и Горького.

### Общественный транспорт
Благодаря расположению на автодороге регионального значения 88К-002 Йошкар-Ола — Козьмодемьянск через посёлок следуют автобусы, направляющиеся из Йошкар-Олы в Коротни (Горномарийский район), Юрино и Васильевское (Юринский район).

## Жилищно-коммунальное хозяйство
Поселок состоит из улиц старой деревянной застройки и жилого микрорайона, в который входят 7 многоквартирных жилых домов.
Газоснабжение жилого микрорайона осуществляется централизованно, жители частных домов используют газовые баллоны. Воду жители многоквартирных домов получают из водопровода, установленного в 1979 году, жители частных деревянных домов — из водопроводных колонок и колодцев. Качество питьевой воды удовлетворительное. Теплоснабжение от котельной и канализация имеются только в благоустроенных многоквартирных домах. В частных домах посёлка используются печи.

## Образование
- Визимьярская средняя общеобразовательная школа.

Начальная школа была построена в 1935 году. Учащиеся продолжали обучение в Карасьярской и Дубовской школах. В 1951 году в посёлке открылась семилетняя школа, реорганизованная в 1961 году в восьмилетнюю. В 1979 году построено типовое двухэтажное здание Визимьярской общеобразовательной средней школы.
- Детский сад № 1.
- Детский сад № 2.
- Детская музыкальная школа.

Переведена в посёлок в 1952 году из посёлка Дубовский.

## Культура
- Сельский дом культуры

## Здравоохранение
- Визимьярская участковая больница. 56 работников.

На 20 коек. Открыта в 1935 году как фельдшерский пункт. В 1963 году реорганизован в участковую больницу. В конце 1980-х годов построили больничный комплекс. В настоящее время больница находится на балансе Килемарской центральной районной больницы.